# 约瑟普·帕维奇
约瑟普·帕维奇（1982年1月15日—），克罗地亚男子水球运动员。他曾代表克罗地亚国家队参加2008年、2012年和2016年夏季奥林匹克运动会水球比赛，获得一枚金牌和一枚银牌。